# Visconde da Praia
Visconde da Praia, com frequência incorretamente referido por Visconde de Vila da Praia, é um título nobiliárquico criado por D. Maria II de Portugal, por Decreto de 7 de Maio de 1845, em favor de Duarte Borges da Câmara de Medeiros.
Titulares
1. Duarte Borges da Câmara de Medeiros, 1.º Visconde da Praia;
2. António Borges de Medeiros Dias da Câmara e Sousa, 2.º Visconde da Praia, 1.º Conde e 1.º Marquês da Praia e Monforte.